# Pavel Kiseljov

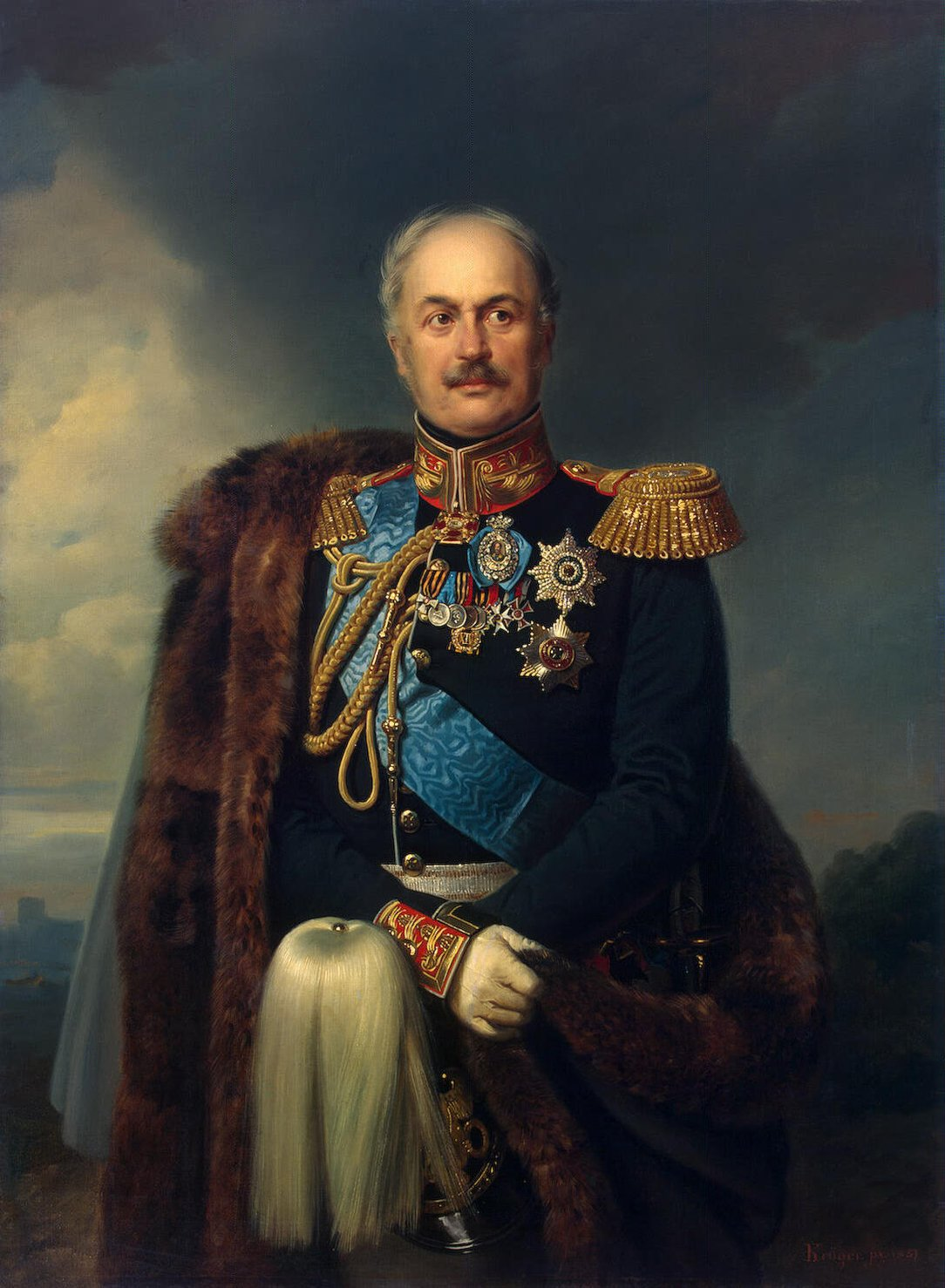
Pavel Kiseljov

Greve Pavel Dmitrijevitj Kiseljov eller Kyselov (ryska: Павел Дмитриевич Киселёв) , född 19 januari (gamla stilen: 8 januari) 1788 i Moskva, död 26 november (gamla stilen: 14 november) 1872 i Paris, var en rysk greve, general och minister. Han var bror till Nikolaj Kiseljov.
Kiseljov hade 1817 avancerat till generalstabschef vid andra ryska armén, utsågs under rysk-turkiska kriget 1828–29 att tillsammans med Hans Carl von Diebitsch-Zabalkanskij uppgöra planen för det andra fälttåget i Osmanska riket och fick efter fredsslutet i september 1829 befälet över den ryska armé, som kvarstannade i Valakiet och Moldova, tills dessa furstendömen fått sin författning och krigskostnaderna betalats av Höga porten. Han innehade under denna tid (1829–34) verklig diktatur i furstendömena, men sökte genom mildhet och ordnad förvaltning göra ryska väldet omtyckt.
Kiseljov blev 1833 general i infanteriet och 1834 medlem av kejserliga riksrådet samt av kommittén för riksdomänernas reorganisation, utnämndes 1838 till minister för domänerna, i vilken befattning han inlade mycken förtjänst om kronoböndernas bästa, och var under tiden november 1856 till december 1862 ryskt sändebud i Paris, där han sedan bodde kvar som privatman. År 1839 upphöjdes han till greve.